# Vandringsdrama
Vandringsdrama är en genre inom dramatiken, där huvudpersonen ger sig ut på vandring och genom möten och händelser erhåller kunskap och visdom.
Typiska vandringsdramer är August Strindbergs pjäser Lycko-Pers resa, Till Damaskus, Ett drömspel och Stora landsvägen, vilka beskriver en vandring i ett slags allegoriskt sökande, där huvudpersonen stannar vid olika stationer. Ett annat känt verk i samma kategori är Rune Lindströms Himlaspelet.